# Laothoe tremulae
Laothoe tremulae är en fjärilsart som beskrevs av Jean Baptiste Boisduval 1829. Laothoe tremulae ingår i släktet Laothoe och familjen svärmare. Inga underarter finns listade i Catalogue of Life.